# Florence Ekpo-Umoh
Florence Ekpo-Umoh (Nigeria, 27 de diciembre de 1977) es una atleta alemana de origen nigeriano, especialista en la prueba de 4x400 m, en la que ha logrado ser subcampeona mundial en 2001.

## Carrera deportiva
En el Mundial de Edmonton 2001 ganó la medalla de plata en el relevo de 4x400 metros, con un tiempo de 3:21.97 segundos, tras Jamaica y por delante de Rusia (bronce), siendo sus compañeras de equipo: Shanta Ghosh, Claudia Marx y Grit Breuer.
Al año siguiente, en el Campeonato Europeo de Atletismo de 2002 ganó el oro en la misma prueba, con un tiempo de 3:25.10 segundos, llegando a meta por delante de Rusia y Polonia (bronce).